# Néziha Labidi
Néziha Labidi est une femme politique tunisienne.

## Biographie
Néziha Labidi, après avoir grandi en Tunisie, part en France dans les années 1970 rejoindre ses parents immigrés. « De nombreux événements m'ont marquée. Notamment le procès de Bobigny contre l'avortement en 72, procès dont la défense avait été assurée par la Franco-Tunisienne Gisèle Halimi », précise-t-elle. Elle y mène ses études supérieures et obtient une licence d'enseignement, une maîtrise en langues vivantes et un master en enseignement de l'université Panthéon-Sorbonne à Paris entre 1972 et 1979. Elle suit son premier cycle en sciences juridiques et droits de l'homme à l'université Panthéon-Assas, sans aller jusqu'au doctorat.
Elle revient en Tunisie en 1980. Elle y enseigne la littérature arabe dans des établissements scolaires arabes et français et devient professeure à l'Institut français de coopération, de 1987 à 1996. De 1995 à 1999, elle est aussi conseillère régionale chargée de l'éducation, de la culture et de la formation pour le ministère de l'Éducation.
En 1999, elle rejoint le ministère de la Femme, alors dirigé par Néziha Zarrouk. De septembre 1999 à juin 2004, elle est directrice de la coopération internationale au ministère de la Femme et de la Famille. Elle renforce alors les coopérations avec l'Espagne, la Suède et la Chine. Ensuite, de septembre 2005 à décembre 2011, à la suite d'une proposition de la ministre Saloua Ayachi Labben, elle est nommée directrice de la promotion de la femme au sein de ce même ministère,. Elle quitte ensuite les équipes ministérielles pour devenir consultante indépendante. Elle forme à partir de septembre 2011 des formateurs en planification et budgétisation axée sur les droits de l'homme et le genre, mais aussi en techniques de communication. Elle adhère également à l'Al Moubadara.
Le 27 août 2016, elle est nommée ministre de la Femme, de la Famille et de l'Enfance dans le gouvernement de Youssef Chahed. En juillet 2017, elle fait voter une loi contre les violences faites aux femmes. Le texte renforce la protection des femmes envers toute violence, et supprime en particulier la possibilité pour l'auteur d'un acte sexuel avec une mineure d'échapper à des poursuites en épousant sa victime, modifiant sur ce point l'article 227 bis, très controversé, du code pénal tunisien. Il fait aussi passer de treize à seize ans l'âge du consentement sexuel pour les adolescentes.

## Décoration
- Commandeur de l'ordre de la République tunisienne[7]